# Michał Fijałka
Michał Fijałka Michał Gładysz vel Michał Gawlikowski vel Michał Wojdanowski, ps. „Pompa”, „Kawa”, „Wieśniak”, „Sokół” (ur. 5 października 1915 w Izdebkach, zm. 20 września 1983 w Lublinie) – polski nauczyciel, żołnierz Wojska Polskiego, kapitan piechoty Polskich Sił Zbrojnych, cichociemny.

## Życiorys
Michał Fijałka urodził się 5 października 1915 roku w Izdebkach. Pochodził z rodziny chłopskiej. Był wyznania rzymskokatolickiego. 31 maja 1935 roku zdał egzamin dojrzałości w Państwowym Gimnazjum im. Królowej Zofii w Sanoku. Przed wojną pracował najpierw jako robotnik w przemyśle naftowym, a po odbyciu od 21 września 1936 do 20 września 1937 roku kursu podchorążych rezerwy przy 5 Pułku Strzelców Podhalańskich 22 Dywizji Piechoty Górskiej w Przemyślu podjął pracę w Zarządzie Głównym Związku Szlachty Zagrodowej w Przemyślu, a następnie jako instruktor oświatowy Związku Szlachty Zagrodowej w powiecie Turka nad Stryjem i w Dobromilu.
Zmobilizowany 14 lipca 1939 roku. W kampanii wrześniowej walczył w szeregach 5 pułku strzelców podhalańskich w Armii Kraków. Z wojny wrócił do rodzinnych Izdebek w mundurze i w pełnym uzbrojeniu. 20 października 1939 roku wyruszył przez Sanok, Lesko, Baligród, Wetlinę na Węgry. Do Budapesztu dotarł 25–26 października. Internowany, przebywał w obozie dla polskich uchodźców w Szob. W listopadzie 1939 roku zaopatrzony w paszport w polskiej ambasadzie w Budapeszcie wyruszył jako robotnik przez Jugosławię i Włochy do Francji. 17 listopada zgłosił się do punku zbornego Wojska Polskiego w koszarach Bessieres w Paryżu. Po weryfikacji przydział do kompanii przeciwpancernej 4 Pułku Piechoty w 2 Dywizji Strzelców Pieszych. 26 maja 1940 kompanie przeciwpancerne zostały przekazane w skład francuskiej 11 Dywizji Piechoty. W kampanii francuskiej walczył jako dowódca plutonu w kompanii p.panc. Od 8 czerwca prowadzą ciężkie boje: Compiegne 9 czerwca 1940 roku (tam zginął żołnierz Franciszek Kawa), w lesie k. Crepi en Valois, Viellers Cotterets 11 czerwca 1940 roku, na tzw. linii obronnej Weyganda, Bezu Saint Germain 13 czerwca 1940 roku; 27 czerwca 1940 roku rozkazem Generała 11 Dywizji Piechoty został mu przyznany Brązowy Krzyż Wojenny (Croix de Guerre). Od 13 czerwca przebija się jako dowódca 28 ochotników z pełnym wyposażeniem (3 samochody, 3 działka ppanc) do wybrzeży kanału La Manche (Oceanu Atlantyckiego). 22 czerwca odpływa z portu Le Verdon sur Mer (na północ od Bordeaux) do Liverpoolu. Za udział w kampanii francuskiej został odznaczony przez gen. Władysława Sikorskiego orderem Virtuti Militari V Klasy i Krzyżem Walecznych.
Od 26 czerwca 1940 przebywa na terenie Szkocji. Skierowany do Biggar gdzie po weryfikacji przydział do 1 Batalionu Strzelców Podhalańskich, który wchodził w skład 1 Brygady Strzelców. Brygada należała do I Korpusu Polskiego. Otrzymał stanowisko z-cy dowódcy plutonu w 3 kompanii. Zgłosił się do służby w kraju, przeszedł następujące przeszkolenie dla cichociemnych: lipiec -sierpień 1941 Brygada Spadochronowa „Małpi gaj” Leven-Largo – Kurs zaprawy sportowej; wrzesień 1941 Fort Wiliam szkolenie dywersyjno-strzeleckie; 15.10.1941 do 30.11.1941 Briggens STS 38 kurs walki konspiracyjnej; 20 listopada 1941 rozkazem NW nr.270 awansowany do stopnia oficerskiego podporucznik; 1.12.1941 do 10.12.1941 Londyn uczestnik kursu posługiwania się szyframi, atramentem sympatycznym, weryfikacji autentyczności dokumentów podrabianie kluczy i zacieranie śladów, 11.12.1941. do 23.12.1941. Wilmslow kurs spadochronowy, zajęcia praktyczne na lotnisku Ringway pod Manchesterem 6 skoków w tym 2 nocne, 5.01.1942 do 14.2.1942 Dundee Kurs łączności w Centrum Wyszkolenia łączności, 21.02.1942 do 5.03.1942 Highland Kurs narciarski, 6.03.1942 do 31.03.1942 Staż w kompanii łączności 1 Brygady Strzelców – sprawdzenie zdobytych wiadomości w praktyce, z dniem 14.03.1942 przeniesiony do sztabu NW (rozkaz 55/42), od 17.03.1942 do 4.04.1942 STS XVII niedaleko miasta Stevenage Kurs dywersji przemysłowo-kolejowej, 7 kwietnia 1942 w Londynie zaprzysiężony, od 6.04.1942 do 19.04.1942 Londyn kurs odprawowy dokumenty na nazwisko Gładysz Michał, od 20.04.1942 do 30.04.1942 STS 18 Stacja wyczekiwania 1.ppor. Wacław Kopisto, 2.por.Bolesław Kontrym, 3. ppor. Hieronim Ładoga, 4. ppor. Mieczysław Eckhard, 5. za ppor. Mieczysława Kwarcińskiego por. Leonard Zub-Zdanowicz, 6. ppor. Michał Fijałka ; w kwietniu 42r. ostatnią operacją lotniczą była akcja „Cravat” w dniu 8/9.IV.1942. Ze względu na złą pogodę i coraz krótsze noce akcję przerzutów przełożono na jesień. Skoczków z nowymi „legendami” rozesłano do różnych miejscowości. Celem tego było pogłębienie przystosowania się do życia w konspiracji. Fijałka, Kopisto i Łagoda odbyli praktykę w British Training School w Letchword w okresie maj-czerwiec. Od 28.07.1942 do 1.09.1942 Audley End (STS – Baza 43), tutaj odbył się pierwszy poszerzony kurs odprawowy (28.07 – 18.08.42), którego komendantem był kpt. Jan Górski.[, s.74],[],[]. 28 sierpnia 1942 Audley End wizytował gen. broni Władysław Sikorski który spotkał się z Cichociemnymi i odznaczył ppor. Michała Fijałkę.[] W składzie ekipy XI został przerzucony w nocy z 1 na 2 września 1942 do okupowanej Polski, w operacji lotniczej „Smallpox” (ospa) na placówkę odbiorczą „Rogi” pomiędzy miejscowościami Łoś i Bogatki, położona 16 km na północny wschód od Grójca.[5] Otrzymał przydział do Wachlarza na II Odcinek do Szepetówki [ s. 59, s.107]. Ze względu na to, że w czasie łapanki został zatrzymany przez Gestapo kurier przenoszący podrobione dokumenty wyjazd został odwołany. Pozostał w dyspozycji d-ctwa Wachlarza [s. 307]
W dniu 18 stycznia 1943 brał udział w brawurowej akcji uwolnienia grupy dywersyjnej Wachlarza z więzienia w Pińsku za co otrzymał Krzyż Walecznych [ s. 111–115][ s. 72–103].
Od 15.02.1943 objął stanowisko z-cy inspektora Inspektoratu Rejonowego Kowel i przyjął pseudonim „Wieśniak” [ s. 228], [ s. 38], [ s. 52].

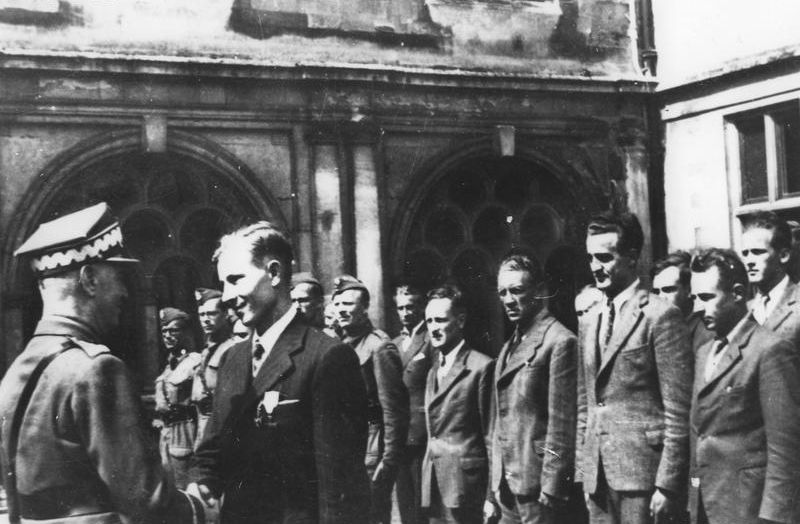
Gen. Władysław Sikorski w ośrodku szkoleniowym cichociemnych w Audley End dekoruje ppor. Michała Fijałkę Orderem Virtuti Militari. W pierwszym szeregu stoją od lewej po cywilnemu: ppor. Jan Woźniak, por. Bolesław Kontrym, por. Tadeusz Gaworski, por. Hieronim Łagoda, za nim ppor. Władysław Kochański, por. Leonard Zub-Zdanowicz, por. Stanisław Winter (28 sierpnia 1942).

Od lata 1943 już pod pseudonimem „Sokół” walczył w obronie polskiej ludności Wołynia przed UPA. 10 listopada 1943 został ranny i był leczony konspiracyjnie w Kowlu. Od lutego 1944 był dowódcą I batalionu 27 Wołyńskiej Dywizji AK, z którą przeszedł jej cały szlak bojowy od Zasmyk na Wołyniu przez Polesie, Lubelszczyznę do rozbrojenia pod Skrobowem 25 lipca 1944 przez sowietów. 28 listopada aresztowany przez UB w Lublinie przy ul. Wyszyńskiego (Kazimierza). 29 grudnia Sąd Wojskowy Lubelskiego Garnizonu na rozprawie niejawnej skazał na 10 lat więzienia z art.117 § 2 KKWP. Karę odbywał na zamku w Lublinie i od maja 1945 we Wronkach. Z więzienia wyszedł 19 września 1945r. na podstawie dekretu o amnestii z 2 sierpnia 1945 roku i postanowieniu Nr.775/45 z dnia 12 września 1945 roku Wojskowej Prokuratury Okręgu Poznańskiego. W roku 2004 Wojskowy Sąd Okręgowy w Warszawie wydał Postanowienie: „uznać za nieważny wyrok z dnia 29.12.1944 byłego Sądu Wojskowego Lubelskiego Garnizonu w sprawie GL 229/44 dotyczącej Michała Fijałki vel Michała Wojdanowskiego…” „Postanowienie jest prawomocne z dniem 14 kwietnia 2004 r. i podlega wykonaniu” [23. s. 752–753].
Po wyjściu na wolność pracował na różnych stanowiskach w szkolnictwie rolniczym, kończąc jednocześnie inżynierskie studia rolnicze i pedagogiczne na UMCS w Lublinie.
W Archiwum Instytutu Pamięci Narodowej w Warszawie w aktach o sygnaturze 00945/1040 PDF i w Archiwum IPN oddział w Poznaniu w aktach o sygnaturze 642/1 PDF (są to identyczne dokumenty) znajduje się Kwestionariusz Agenta Informatora: 1. Nazwisko Fijałka, 2. Pseudonim „Osiecki”, Imię Michał, 4. Imię ojca Józef, 5. Rok urodzenia 5/X 1915, 6. Miejsce urodzenia Izdebki… 21. Data przystąpienia do współpracy (czy zgodził się dobrowolnie) 16.II.1956 roku zgodził się dobrowolnie, 22. Przez kogo przyjęty do współpracy ppor. Macias St.
W dokumentach IPN nie ma zobowiązania do współpracy z UB/SB napisanego własnoręcznie przez Michała Fijałkę.
W sprawie Michała Fijałki ukazały się dwa obszerne artykuły na łamach wydawnictwa IPN: „APARAT REPRESJI W POLSCE LUDOWEJ 1944-1989”. 1. Krzysztof A. Tochman, Michał Fijałka (1818–1983), cichociemny, żołnierz AK, tajny współpracownik UB–SB o pseudonimie „Osiecki”; w: Aparat Represji w Polsce Ludowej 1944–1989, nr 1 (7)/2009 oraz 2. Grzegorz Fijałka, Odpowiedź na artykuł Krzysztofa Tochmana „Michał Fijałka (1915–1983), tajny współpracownik UB–SB o pseudonimie „Osiecki” s. 749–776 Rocznik IPN Nr 18(2020) ISSN 1733-6996 Aparat Represji w Polsce Ludowej 1944–1989 Warszawa 2020. Konkluzja tego drugiego artykułu brzmi następująco: „Mogę śmiało stwierdzić, że Michał Fijałka nie był świadomym tajnym współpracownikiem Urzędu Bezpieczeństwa. Zmuszono go do kontaktu z przedstawicielami UB/SB. Napisał oświadczenia 23 marca 1955 i 2 kwietnia 1955 roku. Później prowadził rozmowy, które zapewniały mu wiarygodność, ale nie stwarzały ani nie przyczyniały się do represji wobec innych osób. Prowadził swego rodzaju grę, której był uczony na kursach cichociemnych, aby uratować siebie i rodzinę, ale nie wyrządzić krzywdy innym.”
Zmarł podczas pracy nad monografią 27 Wołyńska Dywizja AK, która ukazała się pośmiertnie w 1986.

## Awanse
- podporucznik – ze starszeństwem z dniem 20 października 1941 roku
- porucznik
- kapitan

## Ordery i odznaczenia
- Krzyż Srebrny Orderu Virtuti Militari[17]
- Krzyż Walecznych (trzykrotnie)
- Złoty Krzyż Zasługi z Mieczami
- Srebrny Krzyż Zasługi z Mieczami
- Złoty Krzyż Zasługi
- Krzyż Wojenny (Francja)

## Życie prywatne
Był synem Józefa, rolnika, i Marii z domu Hućko. 5 listopada 1944 roku zawarł w katedrze lubelskiej związek małżeński z Antoniną Leśniewską „Wierną” (ur. 1922, zm. w kwietniu 2014). Sakramentu udzielił im ksiądz Antoni Dąbrowski „Rafał”, kapelan zgrupowania „Gromada” 27.WDP AK. Świadkami byli: Kazimierz Filipowicz „Kord”, dowódca I bat. 43 pp. 27.WDP AK i Stanisław Kądzielawa „Kania”, dowódca I Kompanii w I/50 pp. Na zaświadczeniu o zawarciu ślubu podano prawdziwe nazwiska: Fijałka i Leśniewska, chociaż w tym czasie używali nazwiska Gawlikowscy. Mieli czworo dzieci: Marię zamężną Rymar (ur. 1945), Tadeusza (ur. 12 marca 1947, zm. 17 maja 2023), Danutę zamężną Bańko (ur. 1949) i Grzegorza (ur. 1951).

## Upamiętnienie
- 23 kwietnia 1990 roku odsłonięto tablicę poświęconą jego pamięci w kościele św. Jadwigi Królowej w Krakowie.
- 20 września 1992 szkoła podstawowa w Kodniu nad Bugiem otrzymała imię kpt. Michała Fijałki „Sokoła” i nowy sztandar[18].